# Gutshaus Möthlitz

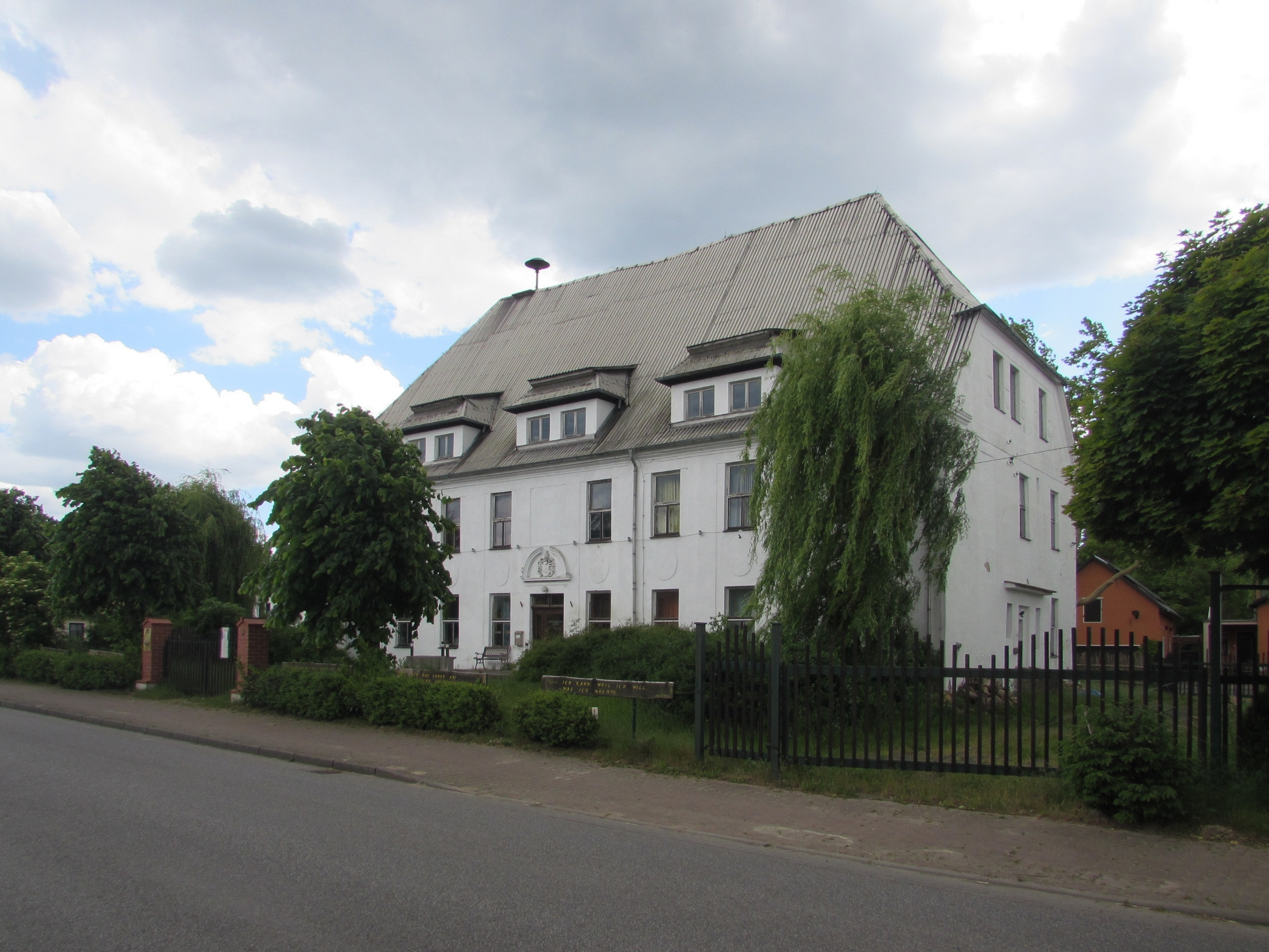
Gutshaus Möthlitz

Das Gutshaus Möthlitz befindet sich im Zentrum des Ortes Möthlitz im Westen des Landkreises Havelland. Das Gutshaus gehörte zum ehemaligen Rittergut Möthlitz.

## Geschichte

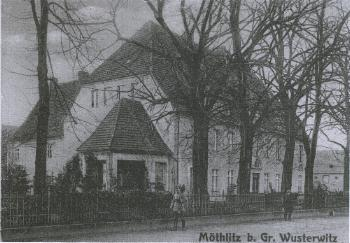
Historische Frontansicht

Möthlitz wurde 13. beziehungsweise im 14. Jahrhundert erstmals urkundlich erwähnt. Im späten Mittelalter erwarb die Familie von Hünecke Möthlitz. Weiterhin hatte die Familie das Kirchenpatronat für die Dorfkirche Möthlitz. 1652 soll ein adliges Wohnhaus aus lehmverputztem Fachwerk errichtet worden sein. Auf dem Rittergut der Familie von Hünecke befand sich eine Ziegelei, eine Bockwindmühle, die 1663 erstmals erwähnt wurde, eine Ölmühle und eine Schäferei. Im Jahr 1822 gab es auf dem Gut außerdem eine eigene Brauerei. Im 19. Jahrhundert war das Rittergut unter dem Baron von Hünecke landtagsfähig. 1903 starb die Familie von Hünecke aus. Erbe des Rittergutes wurde eine Nichte Hermann von Hünickes, des letzten Besitzers aus der Familie. Neue Eigentümerin wurde Hedwig von Knoblauch. Diese ließ das Gutshaus ab 1904 unter Leitung des Architekten Jürgen Bachmann umfangreich umgestalten. Neben neuen Nebengebäuden entstand an der südöstlichen Ecke ein erweiterter Küchentrakt. Weiterhin wurde ein Wintergarten angebaut und die Fassade verändert. Im Inneren wurden eine Zentralheizung und eine Leuchtgasanlage verbaut und Wasserleitungen gelegt. Eine neue Auffahrt wurde mit Platanen und Buchenhecken bepflanzt und ein Park angelegt. Die Finanzierung erfolgte in erster Linie durch den Verkauf von auf dem Gut abgebauten Ton. 1906 verpachtete Hedwig von Knoblauch die landwirtschaftlichen Flächen an den Nitzahner Gutsbesitzer Otto Zander, behielt aber das Gutshaus, das Jagd- und Forstrecht und das Kirchenpatronat.
In den 1920er Jahren übernahm Botho-Wiegand von Knoblauch-Buschow (1878–1964) das genau 600 ha umfangreiche Gut Möthlitz. Aufgrund von finanziellen Schwierigkeiten wurde es 1931 unter eine Zwangsverwaltung gestellt und 1938 verkauft. Letzter Besitzer vor der Enteignung war Wilhelm Sagel.
Nach dem Zweiten Weltkrieg wurde das gesamte Gut mit 273 Hektar Ackerland, 66 Hektar Wiesen, 180 Hektar Wald, dem Gutshaus und sämtlichen Nebengebäuden durch die sowjetische Militärverwaltung enteignet und das Land und Gebäude unter 29 landlosen und -armen Familien aufgeteilt. Das Gutshaus war zunächst für kurze Zeit Wohnhaus für Umsiedler und anschließend bis 1991 Lehrlingswohnheim der örtlichen Landwirtschaftliche Produktionsgenossenschaft (LPG).
Bis zum Jahre 2004 stand das Gutshaus leer. Seither ist es mit mehreren Nebengebäuden wieder in Privatbesitz. Das Gutshaus wird unter dem Namen Ferienschloss Möthlitzer Mühle als Gästehaus und Veranstaltungsstätte genutzt. Es befindet sich in einem schlechten baulichen Zustand.

## Architektur

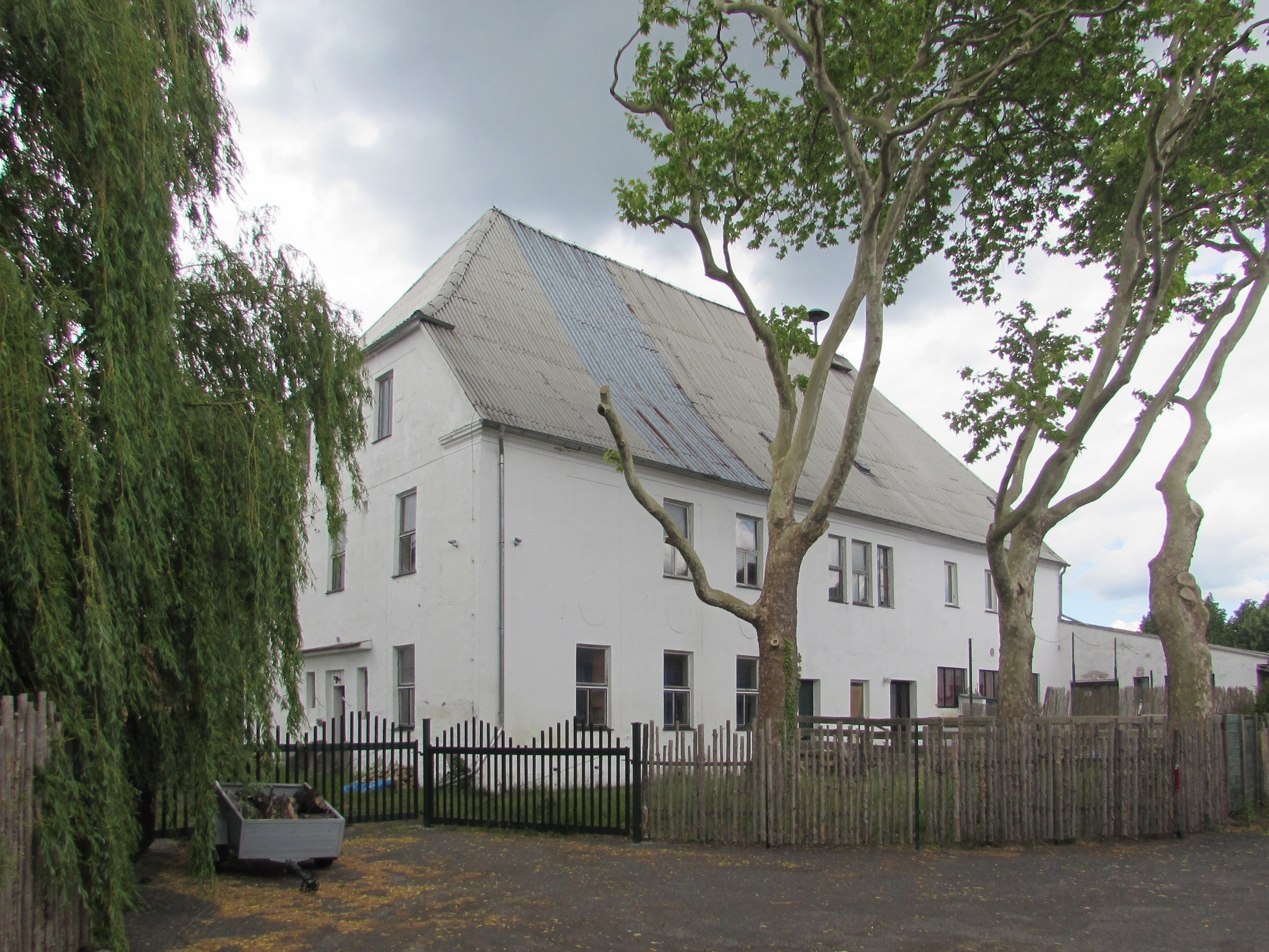
Rückseite

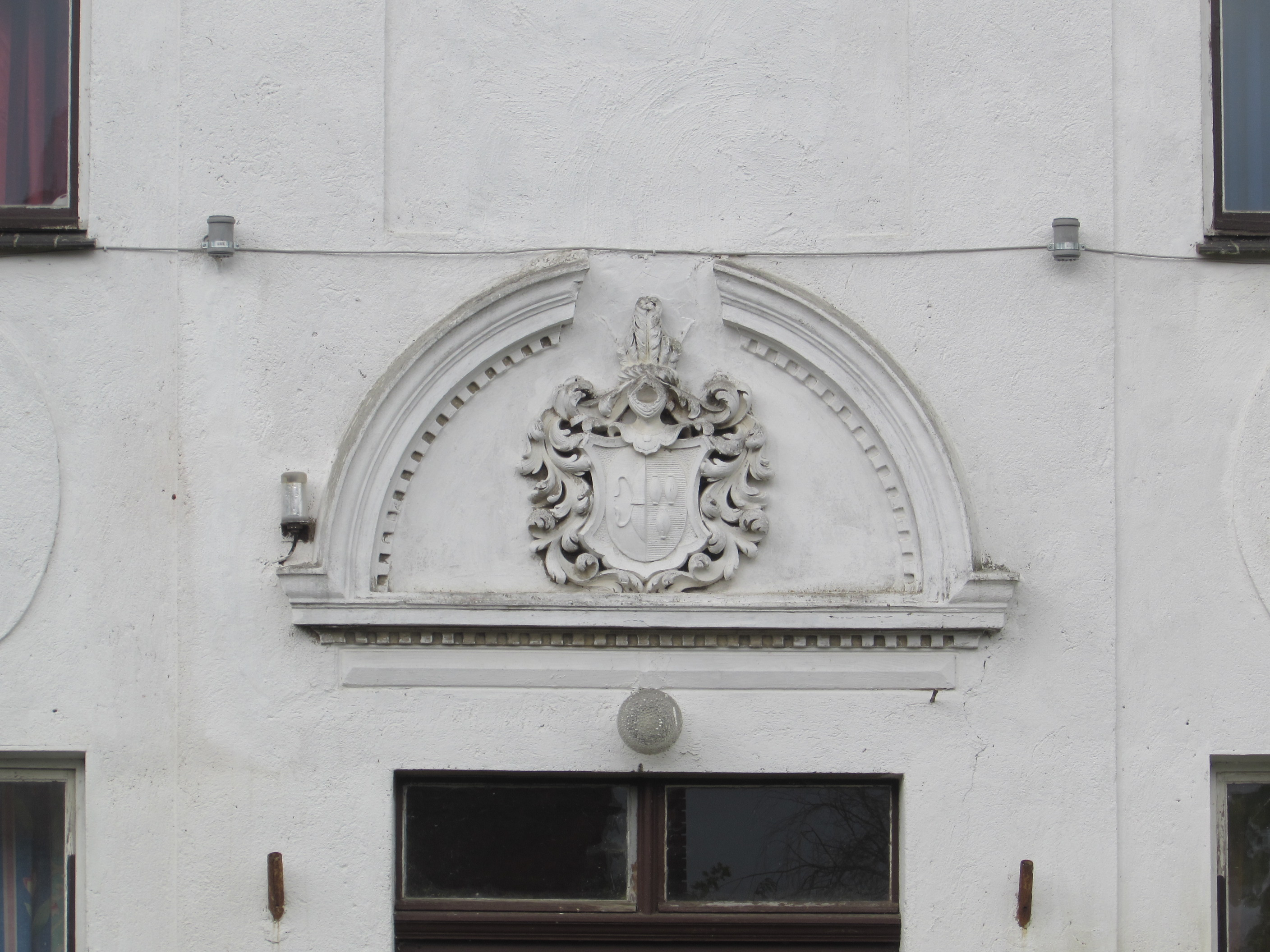
Tympanon über dem Hauptportal

Das Gutshaus prägt neben der Kirche das Ortsbild von Möthlitz. Der zweigeschossige Bau mit Krüppelwalmdach liegt traufständig direkt an der Hauptstraße. Es handelt sich um einen weiß-grau gestrichenen Putzbau. Die ursprünglichen Fenster und Außentüren wurden durch sehr einfache, nicht originalgetreue Kastenfenster ersetzt. Ein über dem Hauptportal befindliches Bogenfeld mit Wappen der Familien von Hünicke und von Knoblauch überstand Umbaumaßnahmen nach 1945. Weitere Schmuckelemente sind schlichte Blenden. Ein Traufgesims läuft beidseitig in Giebelohren aus. Das im Original mit Biberschwänzen eingedeckte Dach des Hauses wurde nach Abtragung der Ziegel mit Wellblech gedeckt. Die Dachgauben blieben erhalten.
1949 wurden die Anbauten Hedwig von Knoblauchs, im Süd-Osten der Küchentrakt, ein von zwei dorisierenden Säulen mit Architrav getragener Altan und im Osten der Wintergarten, abgerissen. Anstelle des Wintergartens wurde zur Zeit der DDR ein eingeschossiger Saalbau mit einem flachen Satteldach errichtet. Das Gutshaus wurde weitgehend auf den Kernbau reduziert. Sein architektonischer Stil folgt der von David Gilly entwickelten preußischen Landbauschule.
Neben dem Schloss liegt das frühere Inspektorenwohnhaus, es entstand im frühen 19. Jahrhundert und ist ein zweigeschossiger Bau – ebenfalls mit Krüppelwalmdach. Das Gebäude wurde nach 1945 als Schrotmühle und Speicher genutzt.